# Gaius Sempronius Martialis
Gaius Sempronius Martialis war ein im 3. Jahrhundert n. Chr. lebender Angehöriger des römischen Ritterstandes (Eques).
Durch zwei Inschriften, die bei Miltenberg gefunden wurden und von denen die eine auf 231/234 datiert wird, ist belegt, dass Martialis Präfekt war. Laut John Spaul war er Präfekt der Cohors I Sequanorum et Rauracorum, die in der Provinz Germania superior stationiert war.